# Citrogramma gedehanum
Citrogramma gedehanum är en tvåvingeart som först beskrevs av Meijere 1914.  Citrogramma gedehanum ingår i släktet Citrogramma och familjen blomflugor. Inga underarter finns listade i Catalogue of Life.